# Руже (Куявсько-Поморське воєводство)
Руже (пол. Ruże) — село в Польщі, у гміні Збуйно Ґолюбсько-Добжинського повіту Куявсько-Поморського воєводства.
Населення — 169 осіб (2011).

## Демографія
Демографічна структура станом на 31 березня 2011 року:
|          | Загалом | Допрацездатний вік | Працездатний вік | Постпрацездатний вік |
| -------- | ------- | ------------------ | ---------------- | -------------------- |
| Чоловіки | 84      | 19                 | 59               | 6                    |
| Жінки    | 85      | 21                 | 46               | 18                   |
| Разом    | 169     | 40                 | 105              | 24                   |